# Cakile edentula
Cakile edentula är en korsblommig växtart som först beskrevs av Jacob Bigelow, och fick sitt nu gällande namn av William Jackson Hooker. Cakile edentula ingår i släktet marvioler, och familjen korsblommiga växter. Utöver nominatformen finns också underarten C. e. harperi.

## Bildgalleri

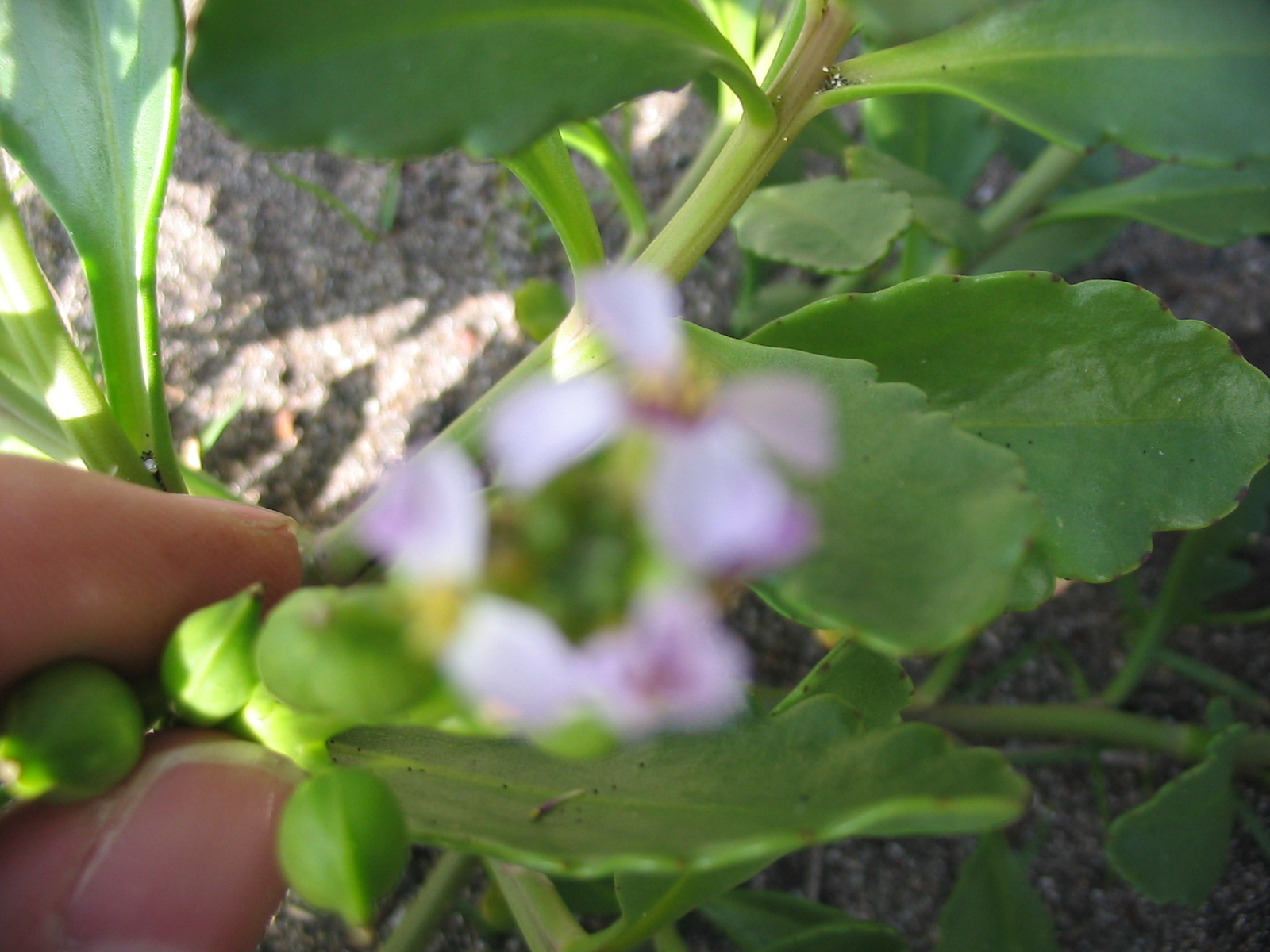
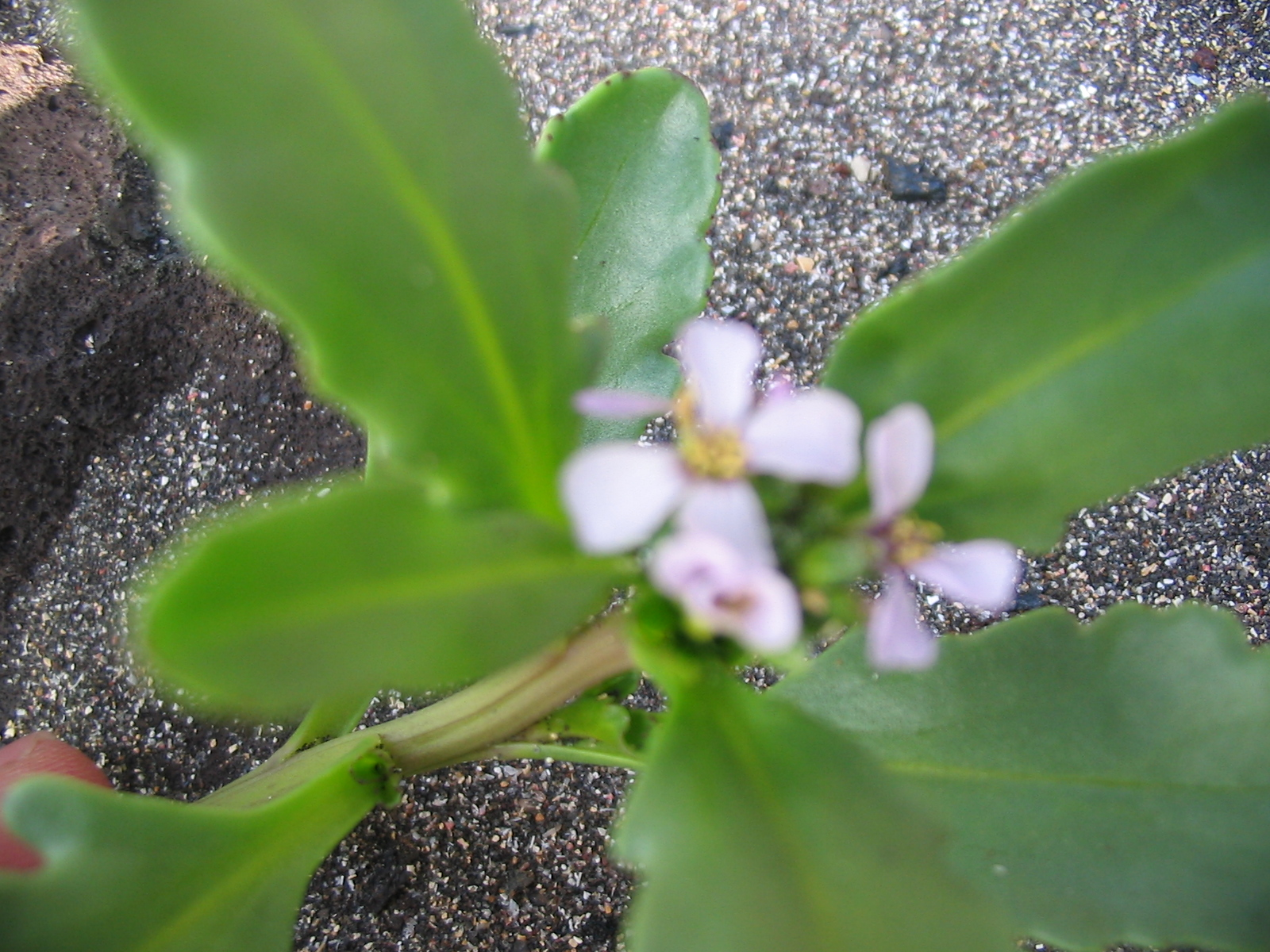